# 霍尔特 (梅克伦堡-前波美拉尼亚州)
霍尔特（德語：Hoort）是德国梅克伦堡-前波美拉尼亚州的一个市镇，隶属于路德维希斯卢斯特-帕尔希姆县。总面积为22.12平方千米，截至2020年总人口为580人。